# EXID의 쇼타임
《EXID의 쇼타임》은 2015년 7월 9일부터 2015년 8월 27일까지 MBC every1에서 방송 되었던 리얼 버라이어티 프로그램이다.

## 소개
- EXID에 대한 시청자들의 궁금증을 바탕으로 만들어가는 프로그램

## 시청률
아래의 파란색 숫자는 '최저 시청률'이고, 빨간색 숫자는 '최고 시청률'입니다. 시청률조사회사와 지역별로 시청률에 차이가 있을 수 있습니다.
| 회차  | 방송일          | 부제목                    | TNmS 시청률 |
| ----- | --------------- | ------------------------- | ----------- |
| 제1회 | 2015년 7월 9일  | EXID의 시크릿 라이프      | 0.806%      |
| 제2회 | 2015년 7월 16일 | EXID의 가족상봉           | 0.6%        |
| 제3회 | 2015년 7월 23일 | EXID 승부의 신            | %           |
| 제4회 | 2015년 7월 30일 | EXID 마이너리티 리포트    | %           |
| 제5회 | 2015년 8월 6일  | EXID 스트레스 해소법      | %           |
| 제6회 | 2015년 8월 13일 | EXID 라이브 개인방송      | %           |
| 제7회 | 2015년 8월 20일 | EXID 제주도 추억 여행     | 0.5%        |
| 제8회 | 2015년 8월 27일 | EXID 제주도 추억 여행 2탄 | %           |

## 시리즈
1. EXO의 쇼타임
2. 쇼타임 - 버닝 더 비스트
3. 에이핑크의 쇼타임
4. 씨스타의 쇼타임
5. EXID의 쇼타임
6. 인피니트의 쇼타임
7. 마마무X여자친구의 쇼타임